# Lockwood (Montana)
Lockwood – jednostka osadnicza w Stanach Zjednoczonych, w stanie Montana, w hrabstwie Yellowstone.